# چرنگخوو (شهرستان کراکوف)

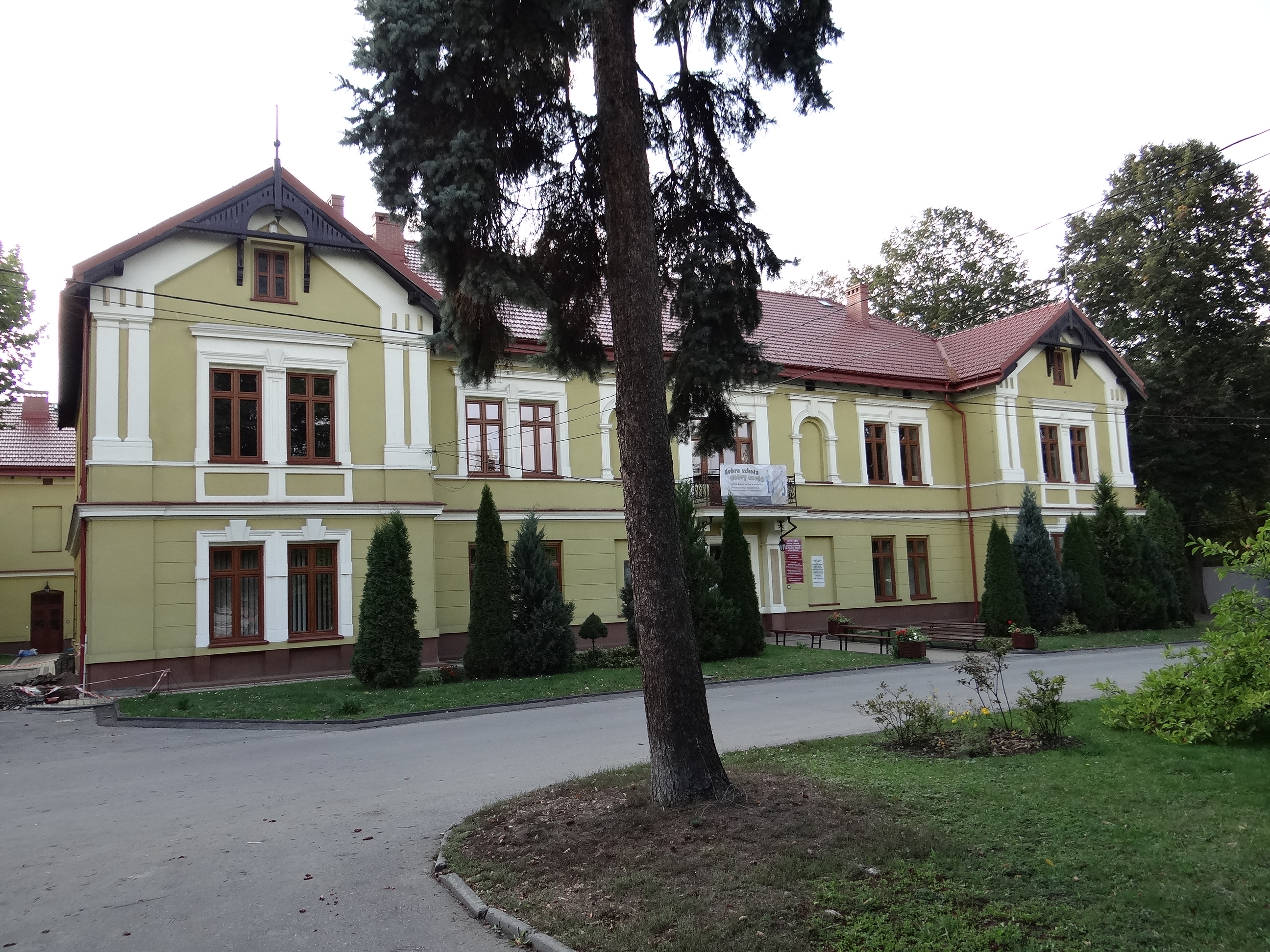
چرنگخوو (شهرستان کراکوف)

چرنگخوو (به لهستانی:  Czernichów) یک روستا در لهستان است که در گمینا چرنگخوو (استان لهستان کوچک‌تر) واقع شده‌است. چرنگخوو ۱٬۷۰۰ نفر جمعیت دارد.